# Teoria Harroda-Domara
Zasugerowano, aby zintegrować ten artykuł z artykułem Model wzrostu Harroda-Domara. Nie opisano powodu propozycji integracji.
Teoria Harroda – Domara – teoria zrównoważonego wzrostu, która zawiera wyjaśnienie "naturalnej stopy wzrostu gospodarczego". Teoria ta oparta jest na dziełach Roy F. Harroda (1939) i Evseya D. Domara (1946, 1947), których celem było uzupełnienie dzieła Keynesa o ujęcie długookresowe i dynamiczne. Inwestycje są postrzegane nie tylko jako składnik zagregowanego popytu (jak miało to miejsce w krótkookresowej analizie Keynesa), ale również jako czynnik współuczestniczący w tworzeniu zdolności produkcyjnych, a zatem i podaży.
Przez Harroda zostało wprowadzone pojęcie wymaganej stopy wzrostu czyli stopy wzrostu utrzymującej równowagę na rynku towarów. Jeżeli przedsiębiorstwa oczekują, że popyt wzrośnie szybciej niż stopa wymagana to rzeczywista stopa wzrostu będzie większa od oczekiwanej i nastąpi nadwyżka popytu, jeżeli natomiast oczekiwania będą pesymistyczne i stopa rzeczywista będzie niższa od oczekiwanej to nastąpi nadwyżka podaży. Jest to główna zasada funkcjonowania Harrordowskiej niestabilności- brak możliwości zapewnienia przez gospodarkę rynkową dynamicznie stabilnych warunków równowagi podaży i popytu. 
Analiza Harroda uwzględnia również postęp techniczny: Przy braku postępu technicznego rzeczywista stopa wzrostu może być większa niż naturalna stopa wzrostu. Jeżeli uwzględnimy postęp techniczny to stopa wzrostu jest równa:
stopa wzrostu = n + λ
n – stopa wzrostu siły roboczej 
λ- stopa wzrostu produkcji na jednego zatrudnionego będąca wynikiem postępu technicznego
Wzrost gospodarczy zależy od produktywności inwestycji i poziomu oszczędności. 
Im wyższa stopa oszczędności, tym większe inwestycje, a zatem – tym szybszy wzrost. Produktywnością inwestycji nazywamy wzrost PKB dokonany dzięki inwestycjom. Niezbędna stopa oszczędności zależy od wartości współczynnika kapitałochłonności K/Q razy naturalna stopa wzrostu:
s = g × (K/Q)
s – wymagany udział oszczędności w dochodzie
g – naturalna stopa wzrostu
k = K/Q – współczynnik kapitałochłonności
Ten stosunek określa wielkość oszczędności dobrowolnych oraz wielkość inwestycji, niezbędnych do utrzymania w równowadze naturalnej stopy wzrostu.